# Prochoristis malekalis
Prochoristis malekalis là một loài bướm đêm trong họ Crambidae.